# Ole Østmo
Ole Østmo (Elverum, 13 settembre 1866 – Oslo, 11 settembre 1923) è stato un tiratore a segno norvegese.
Specialista nella carabina militare, Østmo partecipò alle Olimpiadi di Parigi 1900, riuscendo ad ottenere ben 4 medaglie: due d'argento e due di bronzo.
Partecipò inoltre ai campionati mondiali dove ottenne ben otto medaglie: un oro, quattro argenti e tre bronzi. Le otto medaglie mondiali furono vinte nei campionati mondiali di Lione 1897 e Parigi 1900.

## Palmarès

### Giochi olimpici
- 4 medaglie:
  - 2 argenti (carabina militare, in piedi e carabina militare a squadre a Parigi 1900).
  - 2 bronzi (carabina militare, proni e carabina militare, 3 posizioni a Parigi 1900).

### Campionati mondiali
- 8 medaglie:
  - 1 oro (carabina 300 metri in piedi a Lione 1897).
  - 4 argenti (carabina 300 metri 3 posizioni, carabina 300 metri 3 posizioni a squadre a Lione 1897; carabina 300 metri in piedi, carabina 300 metri 3 posizioni a squadre a Parigi 1900).
  - 3 bronzi (carabina 300 metri proni a Lione 1897; carabina 300 metri 3 posizioni, carabina 300 metri proni a Parigi 1900).